# Crise humanitária da reunificação familiar no Quebec

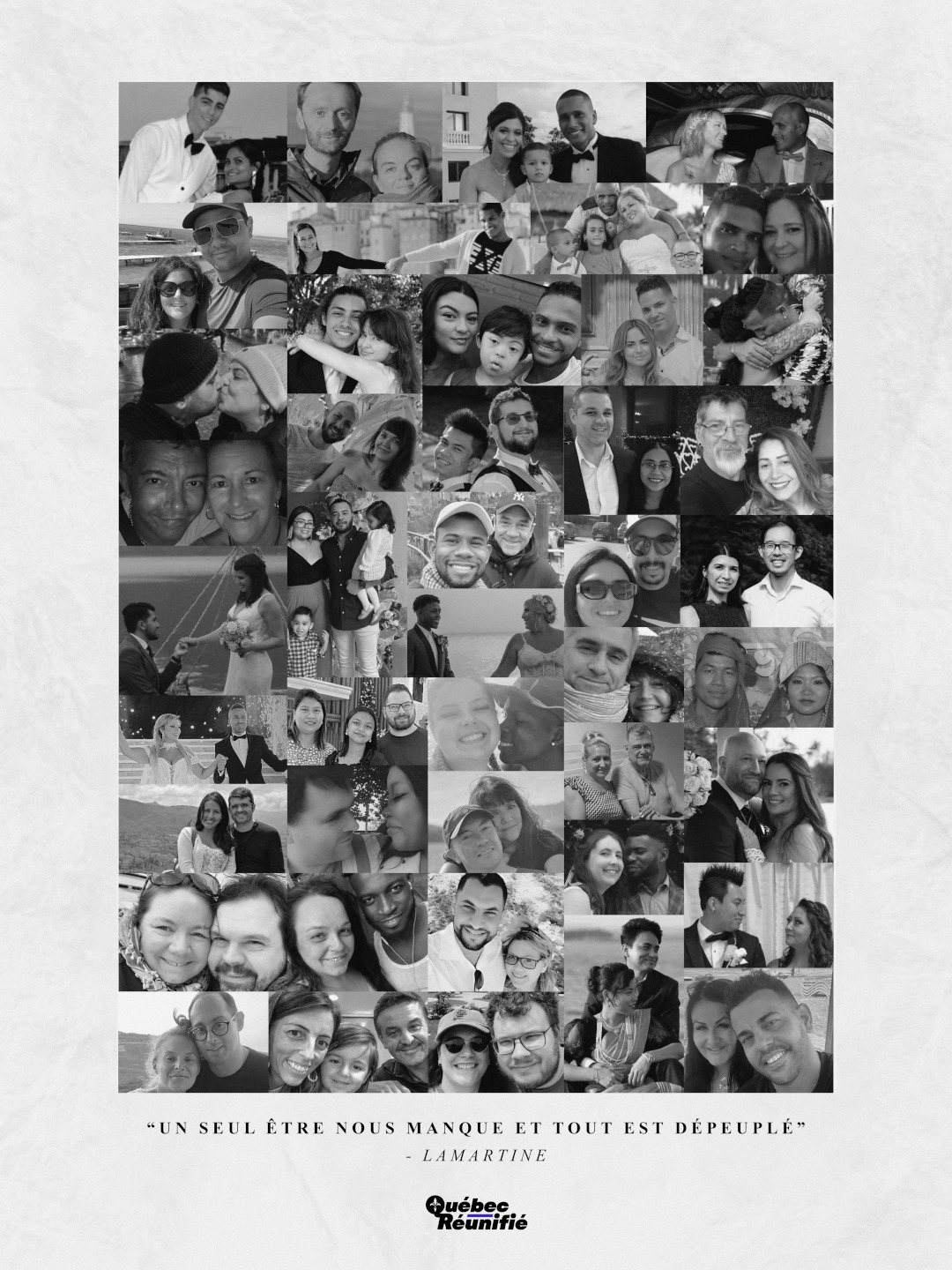
Pôster com famílias afetadas por atrasos de três anos ou mais

A crise humanitária da reunificação familiar no Quebec refere-se às políticas de imigração da Província do Quebec que criaram um desequilíbrio significativo entre a demanda por reunificação familiar e a capacidade do sistema de gerir tais pedidos. Marcada por restrições quantitativas e tempos de espera que mais do que triplicaram, as famílias enfrentam um processo angustiante e prolongado para se reunirem com seus entes queridos. Até 2024, esse aumento nos tempos de espera de mais de três anos contrasta com outras províncias canadenses, onde o processo geralmente leva 13 meses. A política de reunificação familiar adotada pelo governo da Coalizão Avenir Québec (CAQ) está enfrentando críticas crescentes devido aos períodos de espera excessivamente longos para o processamento dos arquivos de imigração.
O Alto Comissariado das Nações Unidas para os Refugiados (ACNUR) e organizações não governamentais canadenses defendem uma maior resposta às necessidades de reunificação familiar por parte do governo. Reconhecendo que a separação durante a reunificação familiar está associada a impactos adversos na saúde mental, causando níveis mais altos de estresse pós-traumático, sintomas de depressão, suicídio e maiores dificuldades na vida pós-migração no grupo separado comparado àqueles que não foram separados.
A Convenção contra a Tortura e Outros Tratamentos ou Penas Cruéis, Desumanos ou Degradantes, adotada em 1984, adverte que práticas como a separação familiar prolongada podem constituir formas de tratamento desumano. Esse tipo de separação não é apenas um ataque à dignidade humana, mas também pode causar danos psicológicos irreparáveis tanto para crianças quanto para seus pais. Por outro lado, a Declaração Universal dos Direitos Humanos, embora não seja um tratado vinculante, estabeleceu desde 1948 princípios fundamentais sobre a proteção da família, afirmando que ela constitui o núcleo essencial da sociedade e merece proteção especial por parte do Estado e da comunidade. Este documento também enfatiza a importância de fornecer cuidados e assistência especiais à maternidade e à infância, reforçando a ideia de que a integridade e unidade da família não são apenas direitos humanos fundamentais, mas também pilares sobre os quais uma sociedade justa e equitativa é construída.
O longo período de espera pela reunificação familiar expôs muitos casais a um estresse emocional intenso, ampliando preocupações relacionadas à fertilidade, parentalidade e testando a estabilidade de suas uniões matrimoniais. Estar no meio de atrasos administrativos ao processar suas aplicações, esses casais enfrentam a difícil situação de viver separados por anos. Essa circunstância colocou tanta pressão em algumas relações que alguns contemplaram a separação como solução para o desgaste emocional experimentado. Além disso, contribuiu para decisões difíceis como o aborto indesejado.
Um estudo conduzido pelo Institut Universitaire Jeunes en Difficulté (IUJD), envolvendo 146 famílias que experimentaram a reunificação no Quebec, mostrou como interrupções relacionais repetidas podem ter consequências psicossociais significativas para as crianças tanto a curto quanto a longo prazo. Os efeitos traumáticos da separação familiar em crianças são bem documentados, incluindo taxas mais altas de TEPT e transtornos depressivos que podem persistir na vida adulta, impactando negativamente o desempenho acadêmico, a formação de relacionamentos e a saúde mental. A política de separação familiar tem sido ativamente oposta por profissionais de saúde e organizações médicas, sendo descrita pela American Academy of Pediatrics como "abuso infantil sancionado pelo governo" e pela Physicians for Human Rights como consistente com a definição legal de tortura e desaparecimento forçado temporário sob a lei internacional de direitos humanos.
O site do Québec Réunifié publicou um relatório mostrando como o Quebec é o único governo que impõe cotas. Os tempos de espera para a reunificação familiar são os mais longos do mundo, observando que até governos europeus de extrema-direita não implementam medidas comparáveis às cotas mencionadas.

## Contexto
A reunificação familiar no Canadá é uma das principais categorias de imigração, permitindo que cidadãos canadenses ou residentes permanentes patrocinem seus parentes próximos para se juntarem a eles no Canadá e obter residência permanente. Ao contrário de certas crenças populares, o patrocínio é geralmente limitado a cônjuges, parceiros de união estável, parceiros conjugais e seus filhos dependentes, embora, sob circunstâncias excepcionais, outros membros da família possam ser elegíveis sob condições específicas. Para ser um patrocinador válido, deve-se atender a certos requisitos financeiros estabelecidos pela Imigração, Refugiados e Cidadania Canadá (IRCC), incluindo o compromisso de prover as necessidades básicas do patrocinado sem recorrer à assistência governamental, cuja duração varia de acordo com a idade do patrocinado.
Existem vários mitos em torno da imigração por meio da reunificação familiar, como a concepção errada de que contribui para a escassez de habitação, recessão econômica ou sobrecarrega o sistema de saúde canadense. No entanto, os indivíduos patrocinados devem ser financeiramente apoiados por seus patrocinadores e passar por verificações de saúde e antecedentes, dissipando essas percepções. Além disso, enfatiza-se a importância de verificar a autenticidade dos relacionamentos para prevenir fraudes matrimoniais.
A noção de reunificação familiar como uma categoria de imigração tem mantido uma posição "forte e duradoura" no contexto da imigração canadense. A variedade de indivíduos que poderiam ser incluídos na categoria de reunificação familiar variou de apenas cônjuges e parentes diretos a qualquer parente, independentemente do grau. Durante a maior parte do século XX, a gama de parentes que poderiam ser patrocinados permaneceu bastante estável, exceto por breves períodos de mudança.

### Contexto histórico
A política de imigração canadense, da Lei de Imigração de 1910 a 1978, demonstrou práticas discriminatórias e racistas explícitas e implícitas contra vários grupos étnicos. Essa legislação concedeu ao Gabinete o poder de proibir a entrada no Canadá de imigrantes de qualquer raça que considerasse indesejável, com base em seus costumes, hábitos, modos de vida e métodos de possuir propriedade, bem como sua suposta incapacidade de assimilar facilmente. Um exemplo notável do exercício desse poder foi a Ordem do Conselho de 14 de março de 1919, que proibiu a entrada de imigrantes de raças alemã, austríaca, húngara, búlgara ou turca, exceto com a permissão do Ministro da Imigração. Além disso, em 1919, esse poder foi invocado para proibir a chegada no Canadá de Dukhobors, Hutteritas e Menonitas.
A raça asiática foi submetida a uma proibição de entrada em 1923, com certas exceções que foram removidas em 1930, deixando apenas a possibilidade de entrada para a família imediata, até que esta proibição foi levantada em 1956. As regulamentações de imigração de 1954 e 1956 limitaram as admissões a cidadãos de países especificamente listados, mantendo discriminação implícita até 1962, quando um requisito geral de entrada foi aplicado a todos, dando preferência àqueles com família extensa no Canadá. A Lei de Imigração também incluiu poderes para impor requisitos financeiros baseados na raça, como evidenciado em 1908 e 1914, quando imigrantes asiáticos eram obrigados a possuir uma quantidade significativamente maior de dinheiro mínimo do que outros imigrantes. Além disso, uma regulamentação de viagem contínua foi imposta que, na prática, excluía imigrantes de certas regiões, como a Índia, devido à impossibilidade de realizar uma viagem direta ao Canadá.
A discriminação também se estendeu especificamente a indivíduos de origem chinesa e japonesa, com atos e regulamentos que restringiam severamente sua entrada e residência no Canadá, incluindo taxas de entrada elevadas e, no caso de cidadãos canadenses de descendência japonesa, deportação durante e após a Segunda Guerra Mundial. A discriminação contra judeus, embora não codificada em leis específicas, foi executada através do abuso de discrição pelas autoridades de imigração, efetivamente negando a entrada no Canadá a judeus fugindo da perseguição nazista e do Holocausto. Um período em que leis e regulamentos foram usados de maneira explícita e implícita para excluir indivíduos e grupos com base em sua raça, nacionalidade ou etnia, até que mudanças legislativas começassem a remover essas práticas discriminatórias nas décadas de 1960 e 1970, buscando estabelecer critérios de admissão que não discriminavam com base em raça, origem nacional ou étnica, cor, religião ou sexo.

### Sistema de imigração de dois níveis
O "sistema de imigração de dois níveis" refere-se a como as propostas de política de imigração na província de Quebec resultam em tratamento preferencial para imigrantes econômicos (aqueles selecionados com base em sua capacidade de contribuir para a economia, como trabalhadores qualificados) em detrimento de outras categorias, como aqueles que buscam reunificação familiar. Sob tal sistema:
- Primeiro nível: Imigrantes econômicos que seriam admitidos mais rapidamente devido à percepção de que preenchem uma lacuna imediata de mão de obra ou atendem às necessidades econômicas. Esses imigrantes poderiam ter acesso a mais recursos, um processo de aplicação mais rápido ou regras mais flexíveis.[17]
- Segundo nível: Outros imigrantes, como aqueles que vêm por meio de programas de reunificação familiar ou como refugiados. Esses imigrantes poderiam enfrentar tempos de espera mais longos, menos recursos ou critérios mais rigorosos.[17]

O uso do termo "sistema de imigração de dois níveis" carrega uma conotação negativa, sugerindo que é injusto ou discriminatório, concedendo tratamento preferencial a um grupo em detrimento de outro. A criação de tais sistemas pode gerar tensões políticas e sociais e é um assunto de debate em muitas nações que lutam para equilibrar necessidades econômicas com considerações humanitárias e familiares.
Embora essa nova abordagem beneficiasse empresas fornecendo-lhes o talento necessário, espera-se que prolongue os tempos de espera para aqueles que buscam reunificação familiar. Atualmente, o tempo de espera no Quebec para processar um pedido de reunificação familiar é de cerca de 34 meses. A proporção de imigrantes econ
ômicos sobe para 65%, esse tempo aumenta para três anos, de acordo com fontes federais. Isso tem um efeito colateral não intencional, já que os imigrantes qualificados pelos quais Quebec opta podem se mudar para outras províncias ou territórios do Canadá, em vez de enfrentar longos períodos de separação de suas famílias.

### Políticas de imigração e cotas
Diferentemente de outras províncias canadenses, Quebec possui autonomia para decidir o número de residentes permanentes que aceita anualmente, incluindo aqueles selecionados para reunificação familiar. Isso implica obter o Certificado de Seleção de Quebec (CSQ) além da aprovação federal pela Imigração, Refugiados e Cidadania Canadá (IRCC). Esse processamento em duas camadas resultou em atrasos significativos, particularmente evidenciados nos tempos de processamento para reunificação familiar, que atualmente triplicam os prazos médios em comparação com o restante do Canadá, excedendo 34 meses.
Em Quebec, existe um sistema tensionado devido à discrepância entre o número de aplicações e os espaços disponíveis para reunificação familiar. A província de Quebec estabeleceu limites de admissão para reunificação familiar, que praticamente foram atingidos para o ano corrente.
Esses atrasos são amplamente atribuídos às cotas anuais impostas pelo governo da Coalition Avenir Québec (CAQ), estabelecendo um limite de 10.400 casos de reunificação familiar que podem ser processados anualmente, um número que fica aquém da demanda, evidenciada pelos 38.600 arquivos em espera. Esta situação gerou consequências humanas profundamente lamentáveis, separando milhares de quebequenses de seus entes queridos por anos e exacerbando tensões emocionais e psicológicas entre os afetados.
O governo de Quebec decidiu reduzir pela metade a capacidade de processamento de pedidos de reunificação familiar nos próximos dois anos. De acordo com a Gazette Officielle du Québec publicada em 26 de junho de 2024, até junho de 2026, um máximo de 13.000 pedidos serão processados, em comparação com os 26.416 pedidos processados entre 2021 e 2023. Essa medida gerou preocupações entre os residentes de Quebec que desejam se reunir com seus familiares estrangeiros, enfrentando agora um tempo médio de espera de 34 meses, em contraste com os 10 meses no resto do Canadá. O primeiro-ministro François Legault justificou a decisão, argumentando que é necessário limitar o número de imigrantes para garantir a capacidade do governo de oferecer serviços e proteger a língua francesa. A ministra da Imigração, Christine Fréchette, indicou que será dada prioridade aos processos pendentes antes de aceitar novas solicitações, exceto em casos específicos como o patrocínio de menores de 18 anos. O governo de Quebec explicou que, em vez de processar novas solicitações, se concentrará nos processos que estão pendentes há meses ou até anos. Esta medida foi criticada pelas repercussões significativas que terá nas famílias, que agora terão que esperar ainda mais para se reunir. A Associação de Advogados de Imigração de Quebec solicitou ao Ministro Federal da Imigração que os solicitantes de reunificação familiar em Quebec recebam o mesmo tempo de processamento que no resto do país.

#### Patrocínio de pais e avós
O Tribunal Federal de Apelação do Canadá decidiu que os processos de imigração para reunificação familiar devem ser equitativos para todos os parentes, incluindo pais, avós, cônjuges e filhos, seguindo uma reclamação de Amir Attaran, professor de Direito na Universidade de Ottawa. Attaran argumentou que houve discriminação contra seus pais, cidadãos idosos dos EUA, que enfrentaram atrasos em seu processo de imigração após se candidatarem para patrocínio em 2009. Este caso destaca críticas ao Immigration Canada pelo tratamento lento das aplicações de patrocínio para pais e avós, em comparação com outros processos de imigração mais ágeis. Attaran levou seu caso à Comissão Canadense de Direitos Humanos em 2010, acusando discriminação por idade devido à longa espera de 37 meses de seus pais, embora inicialmente, sua reclamação tenha sido rejeitada. No entanto, o Tribunal considerou a preocupação de Attaran razoável, notando que, embora a discriminação por idade não tenha sido confirmada, os atrasos significativos e diferenciados constituíam uma prática discriminatória. Isso sublinha uma alocação desigual de recursos dentro do Immigration Canada, afetando principalmente os processos de reunificação familiar de pais e avós. A decisão do Tribunal questiona a rejeição inicial da reclamação pela comissão de direitos humanos e enfatiza a necessidade de tratamento equitativo nos procedimentos de reunificação familiar.
Embora o Super Visa não exija passar por uma loteria e esteja disponível durante todo o ano, as críticas apontam para a necessidade de atender aos requisitos de renda de acordo com o Limite de Baixa Renda (LICO), obter uma carta de convite que inclua suporte financeiro e garantir cobertura médica canadense por um ano, o que pode ser um processo caro e excludente para alguns. Esta situação em Quebec destaca tensões entre políticas federais e provinciais e levanta questões sobre a eficácia e equidade dos programas de reunificação familiar. A crítica subjacente a esse processo foca na complexidade e na prolongada espera que afeta as famílias e mina a intenção de promover a integração cultural e familiar na província.

### Aumento dos tempos de espera e efeitos emocionais
"Não é apenas uma questão de números, há seres humanos por trás disso, e é de partir o coração. Há momentos na vida que não podem ser compartilhados. Há mães que não podem vivenciar a infância de seus filhos, e eu acho isso inaceitável."

Laurianne Lachapelle
Em Quebec, existe um sistema tensionado devido à discrepância entre o número de aplicações e os espaços disponíveis para reunificação familiar. A província de Quebec estabeleceu limites máximos de admissão para reunificação familiar, que praticamente foram atingidos para o ano corrente. Isso fez com que o governo federal fosse incapaz de acelerar o processamento de aplicações sem exceder as cotas estabelecidas pelo governo Legault. Os tempos de espera para patrocinar um cônjuge que vive no exterior dobraram em comparação com outras províncias canadenses, aumentando de 27 para 34 meses, quase três anos, enquanto em outras províncias permanece em 13 meses. Esse aumento nos tempos de espera se deve a um limite no número de espaços disponíveis para reunificação familiar em Quebec, fazendo com que o número de famílias em espera cresça, alcançando 38.800 em julho. Por trás deste cenário está uma política de cotas estabelecida pelo governo de François Legault, que limita o número de admissões anuais e gerou um acúmulo de quase 40.000 casos pendentes, destacando não apenas dificuldades burocráticas, mas também o impacto emocional e social nas famílias envolvidas.
O Ministério da Imigração de Quebec expressou compreensão pelo estresse que esses atrasos causam às famílias e atribuiu a responsabilidade ao governo federal. O tratamento de casos após a emissão de certificados de seleção de Quebec é responsabilidade do governo federal, que admite indivíduos de acordo com os objetivos estabelecidos por Quebec. O governo federal, por sua vez, enfrenta seus próprios desafios com atrasos significativos em seus programas, conforme destacado no relatório do Auditor Geral do Canadá. Críticos da oposição argumentam que o governo Legault tem capacidade de agir para reduzir a espera de milhares de famílias. No entanto, com a admissão máxima quase alcançada, o governo federal tem dificuldade em acelerar as aplicações sem exceder as cotas. Isso levou a críticas de porta-vozes da imigração da oposição, que sugerem que os atrasos continuarão a aumentar e elevar o risco de ação legal por atrasos excessivos.
Monsef Derraji, porta-voz do Partido Liberal do Quebec em assuntos de imigração, descreve a situação como desumana, destacando a dificuldade emocional das famílias separadas e questionando a insistência do governo provincial. Além disso, membros de grupos como Québec Réunifié enfatizam a importância do entendimento público de que a reunificação familiar pode afetar qualquer pessoa no futuro. Especialistas sugerem que o governo de Quebec poderia modificar as porcentagens de seus limites de imigração, diminuindo a proporção de imigrantes econômicos e aumentando a de reunificação familiar, uma categoria considerada negligenciada no plano de imigração, mas essencial para a sociedade.

## Causas

### Racismo no sistema de imigração

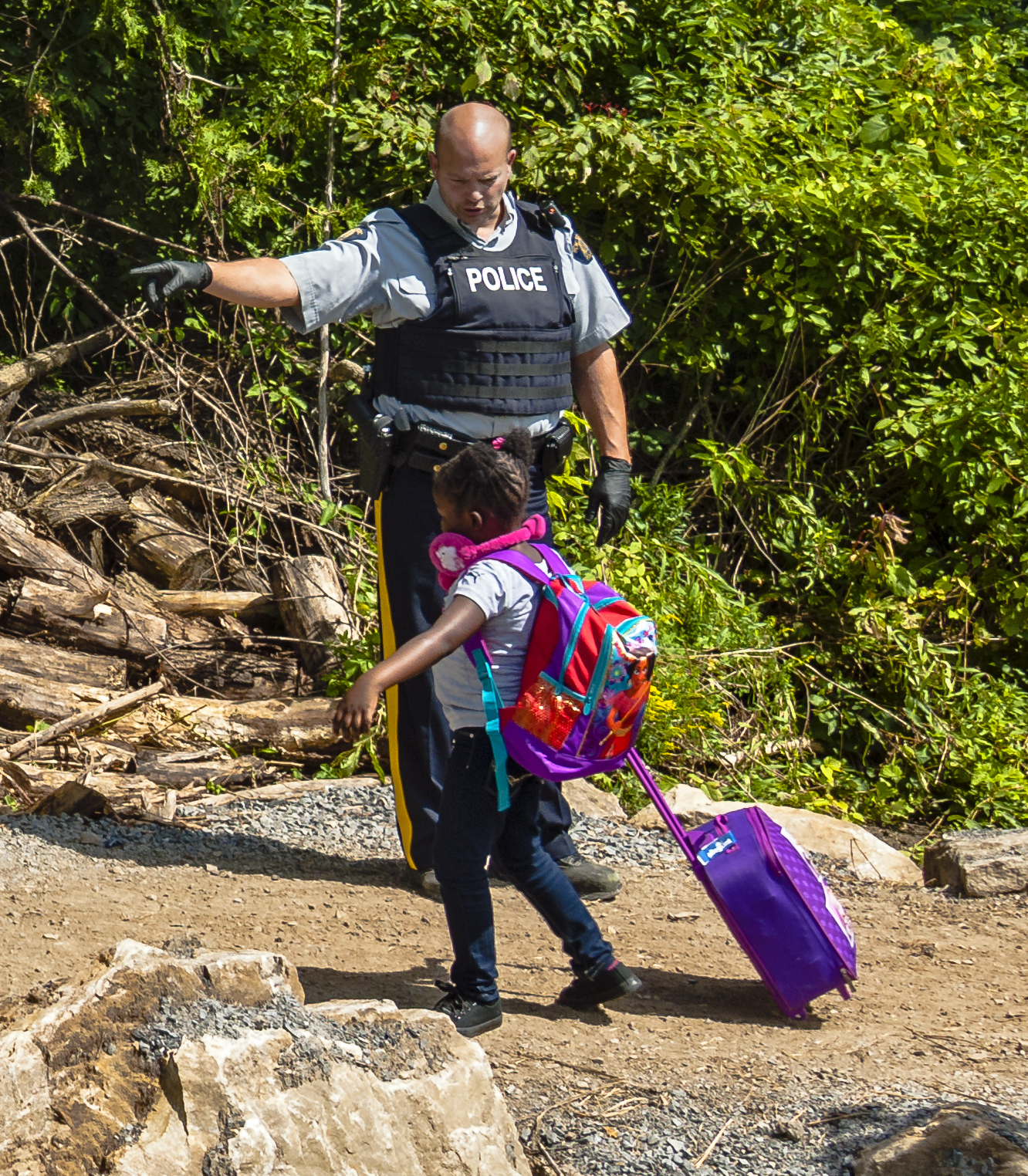
Oficial guiando uma menina entrando na fronteira canadense

Em resposta a um relatório do Comitê Permanente de Cidadania e Imigração da Câmara dos Comuns, o Departamento de Imigração, Refugiados e Cidadania do Canadá (IRCC) reconheceu a existência de racismo sistêmico dentro de seu sistema de imigração. Esse reconhecimento veio após a apresentação do relatório "Tratamento Diferencial na Contratação e Taxas de Aceitação de Estudantes Estrangeiros em Quebec e no Resto do Canadá", que destacou taxas de rejeição de até 80% para imigrantes francófonos de países africanos. O IRCC publicou um relatório em 2021, no qual os funcionários reclamaram de repetidas instâncias de linguagem ofensiva em relação a colegas racializados e oportunidades limitadas de avanço para minorias racializadas. As investigações não surpreenderam dois funcionários federais que, temendo retaliação no local de trabalho, falaram com a CBC News sob condição de anonimato, descrevendo um ambiente de trabalho onde a equipe é constantemente monitorada e pressionada a lidar com o máximo de chamadas possível, afetando até mesmo os intervalos para ir ao banheiro. Eles também relataram atitudes racistas em relação a candidatos à imigração de certos países e uma relutância em promover funcionários de cor dentro do departamento.
A Imigração, Refugiados e Cidadania do Canadá (IRCC) iniciou uma investigação sobre possíveis vieses culturais entre seus funcionários em relação ao processamento de pedidos de visto nos pontos de entrada do país. Esta investigação é uma resposta a um estudo anterior que revelou múltiplos relatos de "microagressões" racistas por parte de funcionários e supervisores. Entrevistas sugeriram que tanto o racismo explícito quanto o sutil, observado entre funcionários e tomadores de decisão no IRCC, "podem e provavelmente afetam o processamento dos casos". Jasraj Singh Hallan, um MP da área de Calgary e ministro da imigração sombra do Partido Conservador do Canadá, expressou preocupação com a incapacidade do IRCC de abordar comportamentos racistas no local de trabalho e seu efeito sobre atrasos significativos nos pedidos de visto e tempos de processamento de refugiados.
A investigação, conduzida de fevereiro a junho deste ano ao custo de $59.000, incluiu grupos focais com funcionários racializados e não racializados, visando entender as experiências atuais de racismo e percepções de como o racismo é gerenciado pela administração, reunindo sugestões para futuras mudanças em políticas e práticas. Os achados revelam microagressões, discriminação nas práticas de contratação e acesso a oportunidades de crescimento profissional, bem como vieses raciais na aplicação de programas, políticas e serviços ao cliente no IRCC. Além disso, foi encontrada uma falta de diretrizes claras ou treinamento para a gestão sobre como lidar com relatórios de racismo, uma história de racismo inadequadamente abordado e um desequilíbrio na representação racial na gestão. Apesar das iniciativas, os participantes do estudo permanecem céticos, acreditando que o problema está profundamente enraizado na cultura organizacional e nos valores daqueles no poder. Consideram que soluções propostas, como estabelecer um Secretariado AntiRacismo ou exigir competência intercultural para se tornar um executivo, poderiam ter pouco impacto concreto contra o racismo sistêmico. Os trabalhadores também observaram que os recursos disponibilizados até agora são "temporários e insuficientes" e as iniciativas são "subfinanciadas".

#### Tratamento Diferencial entre os Escritórios de Visto
Em 16 de março de 2022, um artigo de Susan Korah destacou críticas ao governo canadense por tratamento diferencial em seus programas, dependendo da origem geográfica. Enquanto a ajuda aos refugiados ucranianos foi amplamente elogiada, defensores dos direitos dos refugiados e canadenses do Sul Global apontaram uma política aparentemente discriminatória em relação a outros grupos. Apesar da crença compartilhada de que um imigrante merece proteção independentemente de sua raça, etnia ou das dinâmicas políticas que o forçaram a fugir, essas comunidades observam com emoções mistas a recepção de mais de um milhão de ucranianos, refletindo um tratamento preferencial em contraste com suas próprias experiências marcadas por obstáculos à segurança.
Um estudo, conduzido em Quebec, Canadá, entre 1º de abril de 2002 e 31 de março de 2011, examinou os resultados da reunificação familiar para 1.395 crianças negras. Os resultados indicaram que essas crianças tinham menos probabilidade de experimentar a reunificação familiar em comparação com outras crianças. A discrição dada aos oficiais de imigração e a preferência no sistema de pontos por candidatos altamente educados proficientes em francês ou inglês, mais propensos a serem de países predominantemente brancos e "desenvolvidos", indicou que a discriminação persistia. A introdução de uma política não discriminatória também foi vista como resultado da crescente necessidade do Canadá por mão de obra e habilidades que os países europeus tradicionais não podiam mais fornecer. Críticas às políticas de imigração do Canadá, particularmente de países do Caribe, mostraram a preferência contínua por imigrantes de países que historicamente haviam fornecido imigrantes, apesar da abolição formal da discriminação racial. O uso de estereótipos pejorativos para descrever potenciais imigrantes do Caribe e a justificação da discriminação na aplicação administrativa de regulamentos revelaram uma persistência de racismo e discriminação nas políticas de imigração do Canadá.
Edvard Destin, um cidadão haitiano residente em Quebec desde 2018, enfrenta dificuldades em reunir-se com seus filhos de 4 e 11 anos que permanecem no Haiti após a morte de sua esposa dez meses atrás. Apesar de informar a Imigração Canadá sobre o falecimento de sua esposa, o processo de atualização do arquivo não foi devidamente realizado, atrasando o processamento do pedido de residência permanente para seus filhos. Destin fez várias tentativas de comunicação com a autoridade de imigração, enviando documentos necessários e solicitando assistência jurídica e política, mas sem sucesso em avançar no processo. A situação das crianças é particularmente precária, pois a pessoa que cuida delas no Haiti deve deixar o país, colocando sua segurança em risco. Destin considerou retornar ao Haiti para trazer seus filhos, apesar do perigo que isso representa devido à violência na área onde as crianças vivem. Além disso, Destin solicitou asilo em Quebec em 2018 e obteve sua residência permanente em março de 2022 por meio de um programa para trabalhadores da saúde que prestaram serviços durante a pandemia de COVID-19. Desde então, ele tem tentado patrocinar a chegada de sua esposa e filhos.
O gráfico a seguir apresenta dados sobre solicitações de visto de residente temporário para cônjuges e parceiros no exterior, processadas até 7 de novembro de 2020. Ele fornece uma divisão pelas dez principais nacionalidades dos solicitantes, indicando o número de aplicações aprovadas e rejeitadas, bem como a taxa de rejeição correspondente.

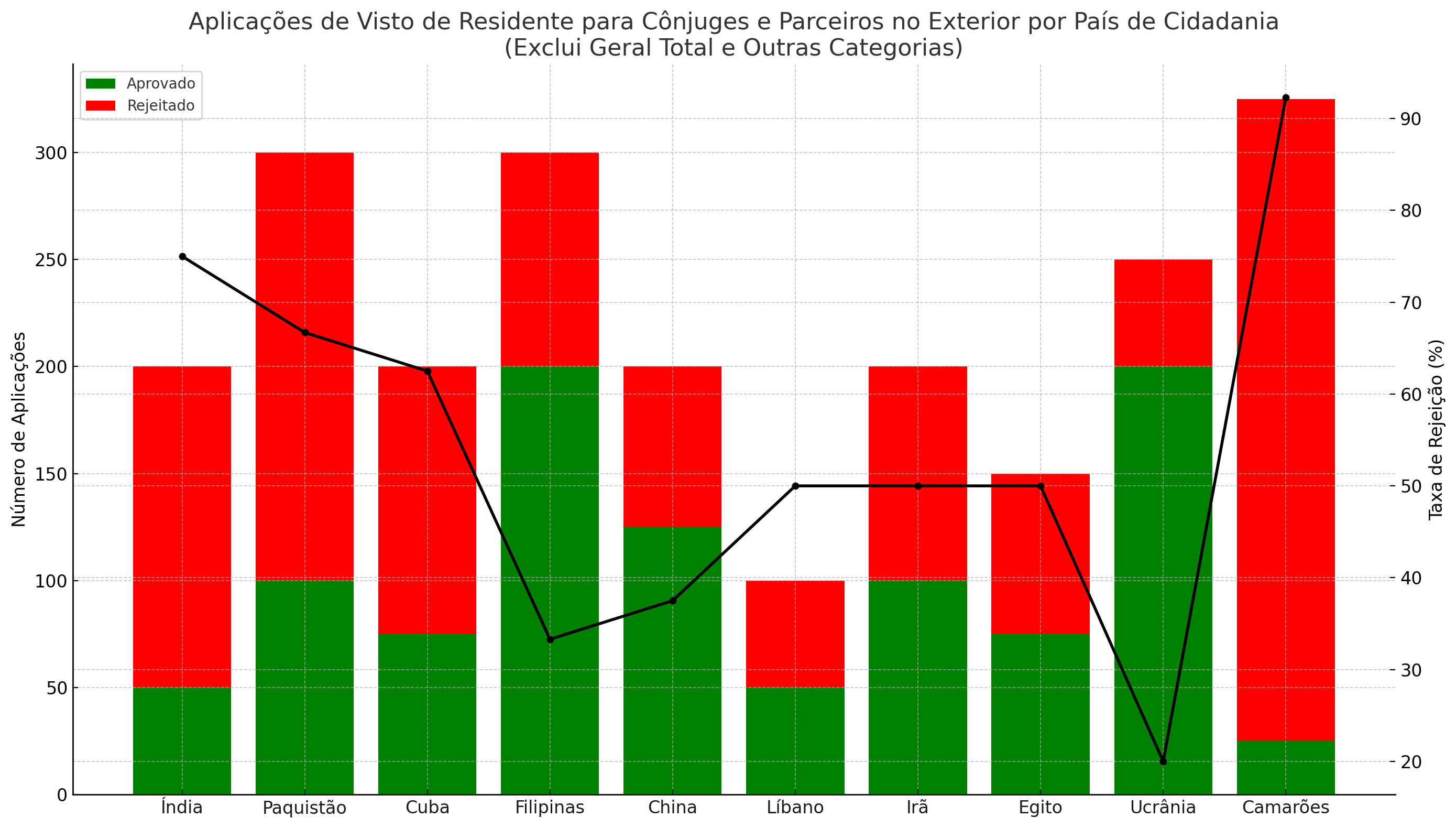
Número de Aplicações de Visto de Residente Temporário Aprovadas e Rejeitadas para Cônjuges e Parceiros no Exterior no Inventário de Processamento, Dividido pelas 10 Principais Países de Cidadania até 7 de Novembro de 2020, em Pessoas.
Fonte: Steven Meurrens @smeurrens. Tweets sobre lei e política de imigração canadense.

### Inconsistências no processo de patrocínio familiar
"Se olharmos para o Artigo 1 da Lei de Imigração, o primeiro parágrafo afirma que a lei visa à seleção de estrangeiros que desejam residir em Quebec temporariamente ou permanentemente, a reunificação familiar de cidadãos canadenses e residentes permanentes com seus parentes próximos de nacionalidade estrangeira, e a recepção de refugiados e outras pessoas em situação de dificuldade... Vemos que o que está acontecendo vai contra o próprio propósito da lei."

Yves Martineau, advogado de imigração.
O sistema de imigração de Quebec, parte integrante das políticas de imigração do Canadá, exibe certas inconsistências que afetam cidadãos e residentes permanentes interessados em patrocinar seus familiares, incluindo cônjuges, filhos ou pais. Embora seja permitido patrocinar entes queridos, os processos associados podem se estender por mais de três anos, levando muitos a solicitar vistos de visitante como uma medida provisória para facilitar a reunião familiar durante a espera. No entanto, essas solicitações de visto de visitante são frequentemente negadas devido à percepção de um forte vínculo familiar no Canadá, o que é considerado um fator de risco para uma imigração permanente não planejada, exacerbando assim o isolamento e o distanciamento familiar. O advogado de imigração, Yves Martineau, alerta que os tempos de espera podem se estender ainda mais, destacando a discrepância entre as políticas atuais e os objetivos de reunificação familiar estabelecidos na lei de imigração de Quebec.

Fluxograma de Aplicação de Sponsorship Conjugal. Classe Familiar - (FORA DO PAÍS)

Para cônjuges de cidadãos ou residentes, existe a possibilidade de obter um visto de trabalho temporário enquanto esperam pela conclusão do processo de patrocínio. No entanto, essa opção só é viável se o solicitante já estiver em território canadense. O paradoxo surge quando aqueles que buscam entrar no Canadá para se reunir com seu cônjuge enfrentam a negação de seu visto de visitante devido ao seu casamento com um residente ou cidadão canadense, o que na prática os impede de acessar o visto de trabalho temporário oferecido. Este conjunto de circunstâncias cria uma situação difícil onde, apesar das disposições para reunificação familiar, as políticas atuais podem forçar as famílias a permanecerem separadas por períodos prolongados.

### Processo de seleção do Quebec
No Quebec, o líder da CAQ, Francois Legault, vinculou de maneira controversa a imigração a "violência" e "extremismo". Ele também expressou preocupação sobre a ameaça que a imigração de não francófonos representa para a "coesão nacional" da província. Apesar das desculpas de Legault por seus comentários, o debate sobre imigração foi descrito como superficial, focado em números e conceitos ambíguos, como a capacidade de integração da província. Especialistas e acadêmicos oferecem opiniões variadas sobre o assunto. Pierre Fortin, Professor Emérito de Economia na Université du Quebec à Montréal, chama a figura proposta por Blackburn de "irrazoável", alertando que isso poderia levar a um caos administrativo e fomentar atitudes xenofóbicas e racistas em relação aos imigrantes. Por outro lado, Mireille Paquet, Professora de Ciência Política na Universidade Concordia, questiona essa teoria, indicando que as pesquisas não fornecem respostas definitivas e que as reações adversas contra os imigrantes não se devem tanto aos seus números, mas aos sentimentos de insegurança entre a população não imigrante, sentimentos que podem ser exacerbados por políticas públicas como cortes nos serviços sociais.
Várias organizações de direitos humanos e de apoio a imigrantes expressaram seu alarme com declarações feitas por membros do governo da Coalition Avenir Québec, acusando-os de contribuir para um clima de ansiedade ao atribuir a crise dos serviços públicos aos imigrantes. Essa situação foi comparada por alguns críticos a uma "tendência extremamente preocupante de populismo xenófobo" observada na Europa e em outras partes do mundo. France-Isabelle Langlois, diretora da Amnesty International Canadá, expressou sua indignação, especialmente com os comentários feitos pelo Ministro da Língua Francesa, Jean-François Roberge, que afirmou que a "identidade quebequense" está ameaçada por imigrantes, o que foi interpretado como um discurso que incita o ódio e a xenofobia.

#### Política de cotas do governo François Legault

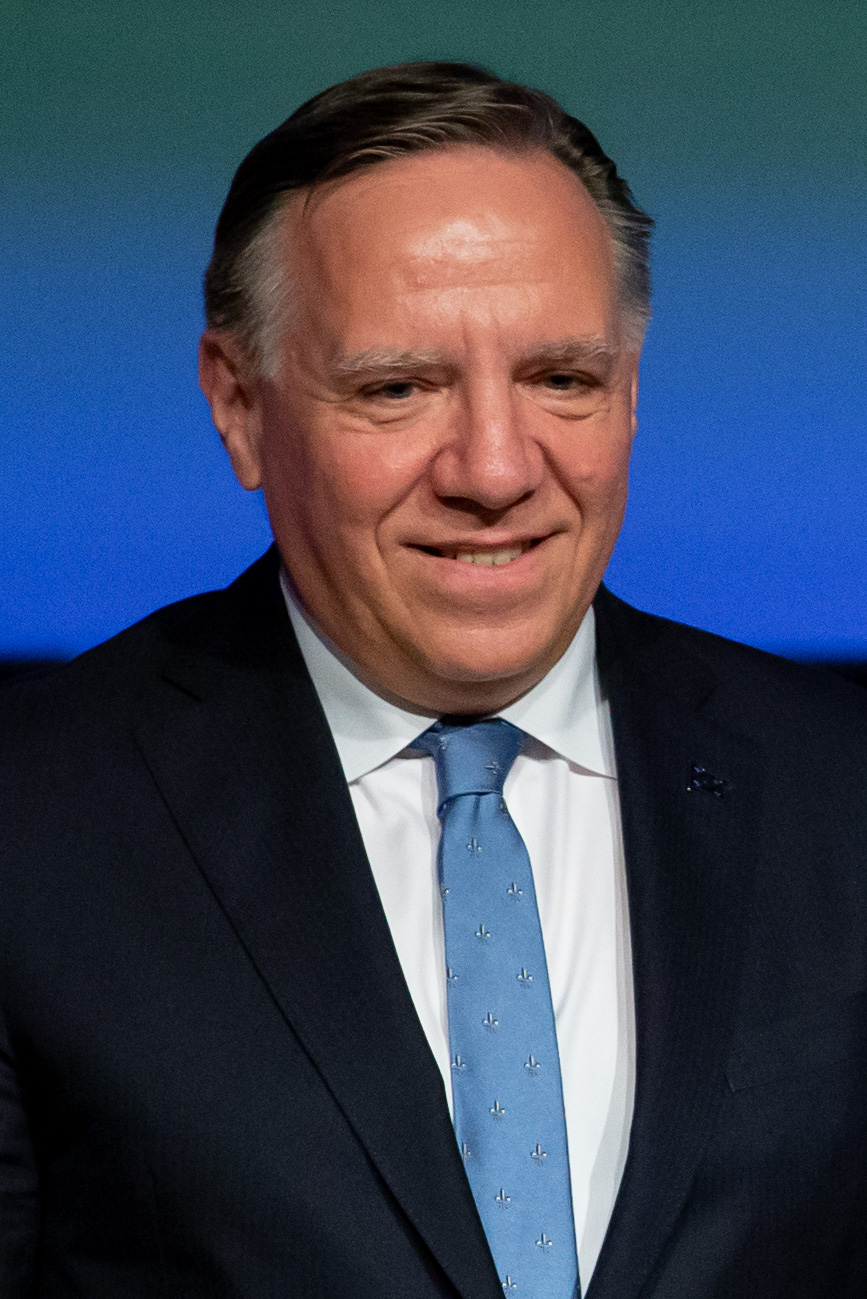
François Legault, líder da CAQ

O aspecto mais crítico dessa situação é o número limitado de admissões anuais estabelecido pelo governo de François Legault, aproximadamente 10.400, apesar de um inventário de quase 40.000 casos pendentes. Essa limitação cria um gargalo significativo, levando a um acúmulo de casos e grande angústia entre os casais afetados. De acordo com Me Lapointe, o governo provincial, sob o Acordo Canadá-Quebec que especifica o papel de cada nível de governo em assuntos de imigração, não tem autoridade para impor uma cota na categoria de reunificação familiar. No entanto, ao processar apenas o número de casos desejado pelo governo Legault, Ottawa também estaria violando os termos desse acordo.

#### Discrepância entre aplicações e admissões
Isso fez com que o governo federal não conseguisse acelerar o processamento de aplicações sem exceder as cotas estabelecidas pelo governo Legault. Os tempos de espera para patrocinar um cônjuge que vive no exterior dobraram em comparação com outras províncias canadenses, aumentando de 33 para 41 meses, quase três anos, enquanto em outras províncias permanecem em 13 meses. Esse aumento nos tempos de espera deve-se a um limite no número de vagas disponíveis para reunificação familiar no Quebec, causando o crescimento do número de famílias à espera, alcançando 38.800 em julho de 2023.
A política de imigração do governo do Quebec para o período de 2024-2027 despriorizou a categoria de reunificação familiar, levantando preocupações devido a quotas restritivas e longos tempos de processamento. De acordo com dados revelados, há uma disparidade notável entre as quotas anuais estabelecidas (entre 10.400 e 11.000) e o número atual de aplicações pendentes (38.400, segundo a Radio-Canada), geridas tanto pela Imigração, Refugiados e Cidadania Canadá (IRCC) quanto pelo Ministère de l'Immigration, de la Francisation et de l'Intégration du Québec (MIFI). A partir de 5 de dezembro, os tempos de processamento para aplicações ao Quebec mostraram um aumento significativo, com 41 meses para aplicações externas, comparados com 12 meses para o resto do Canadá.
Uma pesquisa encomendada por Québec Réunifié teve como objetivo identificar as características demográficas dos indivíduos envolvidos no processo de reunificação familiar para cônjuges ou parceiros, fornecendo informações detalhadas às autoridades do MIFI. A pesquisa foi realizada online, de 2 a 5 de dezembro de 2023, com a participação de 230 respondentes que tinham pedidos de reunificação de cônjuge ou parceiro em processo, todos acima de 18 anos. A pesquisa, com duração de 10 minutos, foi escrita e analisada por Nathalie Coursin, com uma década de experiência em pesquisa de mercado na França e no Quebec. Os resultados da pesquisa, embora não probabilísticos devido à sua natureza de convite online, sugerem variabilidade nos tempos de espera, com os mais longos para aplicações externas, com média de 42 meses a partir de 6 de dezembro de 2023. Essa condição afeta a maioria das aplicações de patrocínio no estudo, com 65% do total. Os tempos de espera para aplicações internas no Quebec alcançam 26 meses, em contraste com 10 a 12 meses para o resto do Canadá.
A maioria dos patrocinadores são cidadãos canadenses que desejam trazer exclusivamente seus parceiros, não incluindo descendentes ou ancestrais na maioria dos casos. Além disso, observou-se um forte desejo de aprender francês entre os patrocinados, com uma proporção significativa já falando o idioma ou interessada em aprendê-lo antes e após sua chegada ao Quebec. Quanto à habitação, quase todos os patrocinadores relataram ter capacidade suficiente em suas casas para acomodar seus parceiros. A distribuição geográfica dos parceiros indica dispersão por várias regiões do Quebec, não limitada apenas a Montreal. Finalmente, o perfil profissional dos patrocinados mostra uma diversidade que promete contribuir significativamente para a economia do Quebec, sublinhando o potencial benéfico dessa categoria de imigração para o fortalecimento da língua francesa na província.

### Teatro político entre Quebec e Ottawa
A situação política em Quebec parece seguir uma tendência global, onde líderes como Matteo Salvini, Viktor Orbán e Donald Trump popularizaram discursos xenofóbicos em regiões onde anteriormente tinham pouca influência. É um lembrete de que Quebec, uma terra tradicionalmente acolhedora para imigrantes, enfrenta novos desafios na paisagem política contemporânea. Enquanto o Canadá procura reforçar seu compromisso com a imigração, planejando acolher um número recorde de novos imigrantes, adicionando 1,45 milhão à sua população de 39 milhões até 2023. Embora a imigração tenha gerado divisões e o surgimento de extremismo político em outros países ocidentais, o Canadá geralmente mantém um consenso generalizado sobre seu valor. No entanto, Quebec tem sido uma notável exceção, com políticos exacerbando sentimentos anti-imigrantes, aproveitando os medos dos eleitores Franco-Quebequenses sobre a perda de sua identidade cultural.

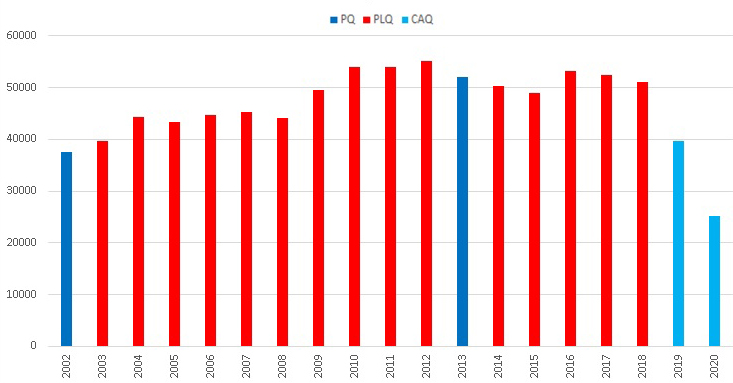
Número de imigrantes recebidos em Quebec de acordo com o governo no poder de 2002 a 2020

O governo do Quebec emprega uma estratégia complexa visando conquistar o favor dos eleitores e consolidar o apoio de diferentes setores da população. Essa estratégia se manifesta na interação dinâmica entre discursos políticos, decisões administrativas e ações legais, todas voltadas para atender às preocupações dos cidadãos e moldar a opinião pública. Nesse cenário, políticos e partidos políticos se esforçam para se apresentar como defensores dos interesses dos cidadãos, seja defendendo maior autonomia nas decisões de política de imigração, como no caso de Quebec, ou buscando acelerar os processos de reunificação familiar para aliviar situações humanitárias, como feito pelo Governo Federal. Ambos os níveis de governo usam essas questões como veículos para demonstrar seu compromisso com as necessidades e desejos de seus eleitorados, muitas vezes resultando em um ato de equilíbrio entre afirmar sua autoridade e competências, e responder efetivamente às demandas sociais.
A disputa entre o governo do Quebec e o governo federal do Canadá sobre as metas de imigração escalou a ponto de algumas vozes sugerirem a realização de um referendo sobre o assunto. Esta situação foi desencadeada após o anúncio de Ottawa de processar aproximadamente 20.500 aplicações pendentes de residência permanente no programa de reunificação familiar do Quebec. O Quebec respondeu alegando que o governo federal está excedendo suas competências.
A Ministra da Imigração do Quebec, Christine Fréchette, acusou seu homólogo federal, Marc Miller, de se envolver "em uma confrontação com as competências do Quebec" ao ameaçar exceder os limites estabelecidos pelo Quebec na área de reunificação familiar. Esta acusação surge em resposta à decisão de Miller de aumentar, se necessário, o limiar para esta categoria de imigração, a fim de acelerar o processamento de aplicações no Quebec, onde os atrasos são quase três vezes mais longos do que no restante do Canadá para patrocinar um cônjuge que vive no exterior.
Miller justificou sua decisão citando "um dever moral de encontrar uma solução para este problema" e anunciou sua decisão de instruir seu ministério a processar as aplicações de residência permanente de candidatos à reunificação familiar que receberam um Certificat de sélection du Québec (CSQ), totalizando aproximadamente 20.500 aplicações até 31 de janeiro de 2024. Esta ação foi criticada por Fréchette como inaceitável, argumentando que o Quebec é quem determina suas metas de imigração permanente e que tal decisão teria um impacto significativo nos limites de imigração permanente do Quebec. Por outro lado, a decisão de Miller foi recebida com alívio por milhares de famílias à espera, que enfrentam longos atrasos na reunificação familiar. Organizações e indivíduos afetados expressaram sua esperança de que esta medida possa levar a resultados concretos e a uma resolução final da crise. Enquanto isso, figuras políticas de várias inclinações compartilharam suas perspectivas, criticando ou apoiando as ações de ambos os ministros.

### Sentimento Anti-Imigrante

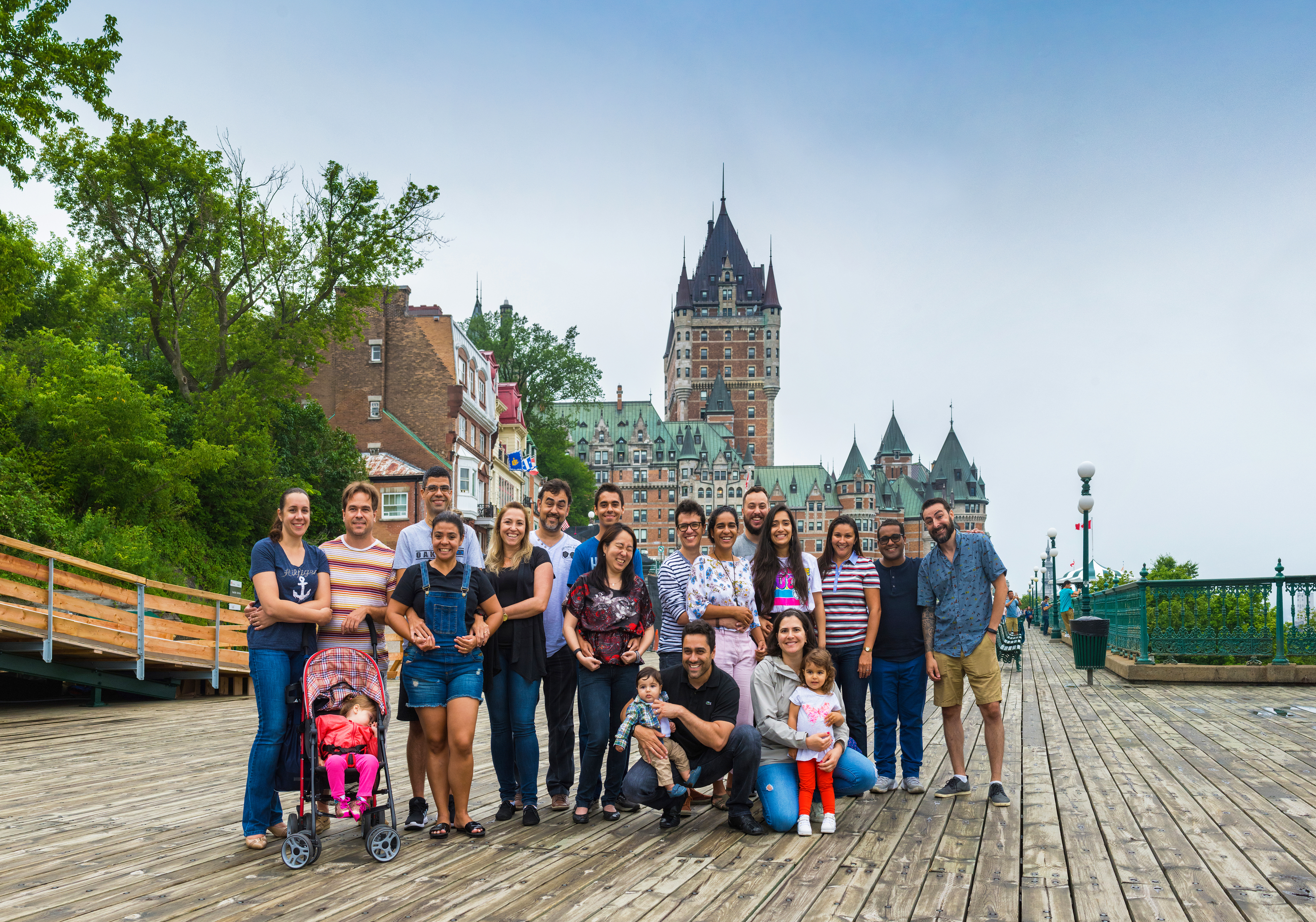
Famílias imigrantes do Brasil, que se estabeleceram na cidade de Quebec, Canadá, após serem selecionadas por sua qualificação para ocupações que exigem conhecimento do francês.

No Quebec, o sentimento anti-imigrante aumentou nos últimos cinco anos, uma situação exacerbada por um governo da CAQ que tratou irresponsavelmente a imigração como uma constante ameaça à identidade e língua do Quebec. Esta demonização persiste, apesar do fato de que, excluindo Montreal, Quebec é a província menos racialmente diversa no Canadá e o francês permanece a primeira língua oficial falada por mais de 90% da população na maioria das regiões do Quebec. Ao contrário dos Estados Unidos, onde a imigração é citada como a principal razão para o forte upturn econômico, especialmente na recuperação do impacto econômico da pandemia, o governo provincial do Quebec insiste em tratar a imigração exclusivamente como um problema, e não como parte da solução.
Alguns sugeriram que o Quebec precisa do seu próprio momento Lysistrata — uma greve ou boicote para lembrar o governo e os cidadãos do Quebec o quanto a sociedade e a economia dependem dos imigrantes, bem como dos trabalhadores estrangeiros temporários e solicitantes de asilo, em setores como saúde, agricultura, produção de alimentos, fábricas, armazéns e muitos serviços de linha de frente. A CAQ demonstrou falta de empatia e reconhecimento básico da dependência tanto da migração temporária quanto permanente. O Premier Legault continua a politizar às custas de indivíduos frequentemente vulneráveis e menos vocais, que estão muito ocupados sobrevivendo ou temem que a crítica possa colocar em risco seus pedidos de asilo ou aplicações para residência permanente ou mesmo seus empregos, frequentemente diretamente ligados ao seu status como trabalhadores temporários.
Sob o pretexto de proteger a língua, políticos e comentaristas tratam os trabalhadores essenciais como seres descartáveis, frequentemente atribuindo a eles os piores motivos. Recentemente, o governo até decidiu gastar dinheiro público para contestar o direito dos solicitantes de asilo, que trabalham em empregos essenciais, de ter acesso a creches subsidiadas. O governo da CAQ demonstrou um longo histórico de mau tratamento em relação aos imigrantes. Ele tentou descartar 18.000 aplicações de trabalhadores qualificados sem considerar seu impacto. Recusou-se a expandir um programa federal especial para regularizar mais "anjos da guarda" e os muitos solicitantes de asilo que trabalharam incansavelmente durante a pandemia para garantir o funcionamento de hospitais, restaurantes, armazéns e CHSLDs no Quebec.
O ex-ministro da Imigração do Quebec, Jean Boulet, também falou dos imigrantes como pessoas que "não se integram, não trabalham, não falam francês", sem estatísticas para apoiar tais afirmações. Atualmente, a CAQ se recusa obstinadamente a aumentar suas cotas anuais de imigração por razões políticas, ao mesmo tempo em que hipocritamente aumenta os trabalhadores temporários, comprometendo severamente as aplicações de reunião familiar para muitos Quebecois e seus parceiros estrangeiros, e criando atrasos no processamento três vezes mais longos do que no restante do país.
Em outubro passado, quando o governo canadense anunciou que abriria as portas para 11.000 pessoas da Colômbia, Haiti e Venezuela com família imediata morando aqui, o governo da CAQ deixou claro que optou por se retirar do programa, impedindo muitos haitianos quebequenses de trazer seus parentes. A presença de imigrantes e solicitantes de asilo foi irresponsavelmente associada por este governo à crise habitacional, educacional, de saúde e à falta de espaços em creches. Apesar das deficiências, em vez de assumir a responsabilidade por não alocar adequadamente os fundos e espaços prometidos, o governo optou por desviar a atenção, estigmatizando imigrantes e solicitantes de asilo, levando a uma maior marginalização e ressentimento em relação às pessoas das quais esta província se beneficia diariamente.
Imigrantes no Quebec são professores, médicos, proprietários de depanneurs (lojas de conveniência), trabalhadores em creches, motoristas de ônibus, enfermeiros, engenheiros na Hydro-Québec, entre outros. Trabalhadores estrangeiros temporários sustentam o setor agrícola do Quebec. Estudantes internacionais ocupam empregos de serviço menial em hotéis do centro, cozinhas de restaurantes, lojas de varejo e cadeias de fast-food, exatamente os lugares que constantemente postam sinais procurando por empregados. Solicitantes de asilo trabalham como trabalhadores de saneamento e assistentes pessoais em CHSLDs (instalações de cuidados de longa duração) e hospitais. Se essas pessoas simplesmente parassem, a economia pararia abruptamente. É possível que aqueles que atualmente clamam por deportação ou realocação para outra província ou prevenção de aplicações de asilo eventualmente cessem de vilipendiar pessoas que também oferecem muito em troca.

## Consequências

### Acúmulo de casos pendentes
O Ministério da Imigração do Quebec expressou entendimento pelo estresse que esses atrasos causam às famílias e atribuiu a responsabilidade ao governo federal. O tratamento dos casos após a emissão dos certificados de seleção do Quebec é responsabilidade do governo federal, que admite indivíduos de acordo com os objetivos estabelecidos pelo Quebec. O governo federal, por sua parte, enfrenta seus próprios problemas com atrasos significativos em seus programas, conforme destacado no relatório do Auditor Geral do Canadá. Críticos da oposição argumentam que o governo de Legault tem capacidade de agir para reduzir a espera de milhares de famílias. No entanto, com a admissão máxima quase alcançada, o governo federal luta para acelerar as aplicações sem exceder as cotas. Isso levou à crítica de porta-vozes da imigração da oposição, que sugerem que os atrasos continuarão a aumentar e representam o risco de ações legais devido a atrasos excessivos.

### Impacto na saúde mental
"Eu vi impactos devastadores na saúde mental dos próprios pais... Imagine perder de cinco a dez ou quatorze anos da vida do seu filho e quão complexo é se reconectar com eles."

Rachel Kronick, psiquiatra infantil e adolescente.
A longa espera pela reunificação familiar submeteu inúmeros casais iranianos a significativo estresse psicológico, exacerbando preocupações sobre fertilidade e testando a solidez de seus casamentos. Presos em atrasos burocráticos no processamento de suas aplicações para residência permanente no Canadá, esses casais enfrentam a dura realidade de viver separados por anos, levando alguns a considerar o divórcio como resultado da tensão em seus relacionamentos. A distância entre entes queridos durante o processo de reunificação familiar está ligada a consequências negativas no bem-estar psicológico, causando um aumento nos sintomas de estresse pós-traumático e depressão. Além disso, aqueles que experimentaram a separação enfrentam problemas mais significativos após a migração em comparação com indivíduos que não passaram por uma separação.
Um estudo conduzido pelo Institut Universitaire Jeunes en Difficulté (IUJD), sob a direção de Vanessa Lecompte, Katherine Pascuzzo e Sonia Hélie, e publicado em 2023, abordou o estudo de 146 famílias no Quebec que passaram por processos de reunificação. O estudo destacou como interrupções contínuas nas relações podem ter repercussões psicossociais significativas nas crianças, tanto a curto quanto a longo prazo. Os pesquisadores apontaram que um número considerável de crianças mostra problemas de apego devido às rupturas ou falta de estabilidade em seus vínculos primários de apego, tornando a reunificação uma fase especialmente sensível.
O impacto emocional dessa separação forçada é profundo, com relatos de indivíduos recorrendo a antidepressivos para gerenciar o estresse psicológico. A incerteza e a espera não afetaram apenas a saúde mental dos envolvidos, mas também tiveram um impacto negativo em suas carreiras e estabilidade financeira, dificultando sua capacidade de se concentrar e funcionar efetivamente em suas vidas diárias. A comunicação entre os casais, muitas vezes reduzida a videochamadas ou mensagens de texto cheias de emoticons para expressar seu amor e saudade, não pode substituir a intimidade e o apoio emocional de estar fisicamente juntos.
O coletivo Québec réunifié, que agrupa mais de 1800 famílias e é apoiado por uma ampla gama de simpatizantes, emitiu uma carta aberta endereçada à Madame Christine Fréchette, Ministra da Imigração, solicitando sua atenção e ação em relação à prolongada situação enfrentada por milhares de famílias quebequenses no âmbito da reunificação familiar. Este coletivo representa uma diversidade de cidadãos e residentes permanentes de todas as regiões do Quebec. Em dezembro de 2023, 38.600 famílias foram relatadas como afetadas pelos tempos de espera prolongados nos processos de reunificação familiar, onde os patrocinadores são cidadãos canadenses ou residentes permanentes. A carta destaca a alarmante disparidade nos tempos de espera para reunificação familiar no Quebec, que podem chegar a até 42 meses, em contraste com os 10 a 12 meses observados em outras províncias canadenses. Esse atraso, segundo o coletivo, tem consequências devastadoras no bem-estar emocional e físico das famílias afetadas, incluindo separação familiar prolongada e deterioração significativa da saúde mental. Uma pesquisa de saúde mental conduzida pelo coletivo em 408 famílias no processo de patrocínio no Quebec, apoiada pelos Drs. Sacha Sidani e David Edward-Ooi Poon e utilizando o índice de saúde mental do INSPQ, revelou que 97% dos respondentes apresentam sintomas de depressão clínica e 73% exibem ansiedade.
| Doença ou Questão Psicológica                    | Causas Relacionadas à Separação Familiar                                                          | Efeitos Observados                                                           | Casos Exemplares                               |
| ------------------------------------------------ | ------------------------------------------------------------------------------------------------- | ---------------------------------------------------------------------------- | ---------------------------------------------- |
| Estresse Psicológico                             | Atrasos no processo de reunificação familiar; Burocracia em aplicações para residência permanente | Aumento da tensão conjugal; Consideração do divórcio                         | Geral em casais iranianos                      |
| Depressão                                        | Incerteza e espera prolongada; Impacto emocional da separação forçada                             | Uso de antidepressivos; Deterioração significativa na saúde mental           | Coletivo Québec réunifié                       |
| Ansiedade                                        | Separação de entes queridos; Processos de reunificação incertos e longos                          | Manifestações clínicas de ansiedade em adultos                               | Pesquisa com 408 famílias pelo Québec réunifié |
| Estresse Pós-Traumático                          | Experiências traumáticas associadas à separação e migração                                        | Sintomas de estresse pós-traumático em imigrantes                            | -                                              |
| Problemas de Apego                               | Interrupções nas relações primárias durante a infância devido à separação                         | Dificuldades de apego em crianças; Problemas de relacionamento a longo prazo | Estudo da IUJD em 146 famílias                 |
| Impacto Emocional e Desenvolvimental em Crianças | Períodos prolongados de separação; Obstáculos burocráticos e atrasos                              | Repercussões no desenvolvimento e bem-estar emocional das crianças           | Depoimentos para mídias como La Presse         |
| Problemas Financeiros e Estresse Emocional       | Custos legais e de processamento; Obstáculos burocráticos significativos                          | Dificuldades financeiras; Aumento do estresse emocional e psicológico        | Casos de Shirin e Mana                         |
| Consequências Potencialmente Fatais              | Atrasos na reunificação; Situações de risco nos países de origem                                  | Perda de entes queridos durante a espera                                     | Histórias de Mindondo e Shambuyi               |
| Desespero e Incerteza                            | Longos tempos de espera; Critérios de avaliação rigorosos e rejeições de visto                    | Sentimentos de desespero; Incerteza sobre a segurança dos entes queridos     | Caso de Joane Alexandre e Ralph Alcide         |

### Aborto Não Desejado
Uma situação que destacou tensões nos sistemas de imigração do Canadá e potenciais alegações de discriminação centra-se na experiência de Laurianne Lachapelle. Esta cidadã quebequense tem esperado há mais de um ano por seu marido, originalmente da Guatemala, chegar ao Canadá através de um programa de patrocínio. Devido aos longos tempos de espera, Laurianne viu-se reconsiderando sua residência no Québec e enfrentando decisões pessoais extremamente difíceis, incluindo aborto.
Lachapelle casou-se com um guatemalteco em janeiro de 2022. Em agosto do mesmo ano, ela submeteu uma aplicação como parte do programa para patrocinar um cônjuge ou parceiro que vive no exterior. Originalmente, o tempo estimado de espera era de 13 meses, mas um ano depois, esse período dobrou, alcançando pelo menos 24 meses.
De acordo com dados fornecidos pelo Journal de Montréal em julho, aproximadamente 37.000 aplicações de patrocínio previamente aprovadas pelo Québec estavam pendentes de processamento. Isso contrasta com uma meta anual de admissão de cerca de 10.600 pessoas. Diante do atraso e da incerteza da chegada de seu marido, e após engravidar, Lachapelle tomou a dolorosa decisão de abortar. Ela explicou: "Não foi minha escolha, porque se meu marido tivesse a oportunidade de vir para o Québec, nossa família teria começado agora. Eu não poderia imaginar viver minha gravidez sozinha. É algo que queríamos experimentar juntos. Penso nisso todos os dias e dói. Foi uma escolha terrível que eu tive que fazer."

### Risco para casais LGBTQ+

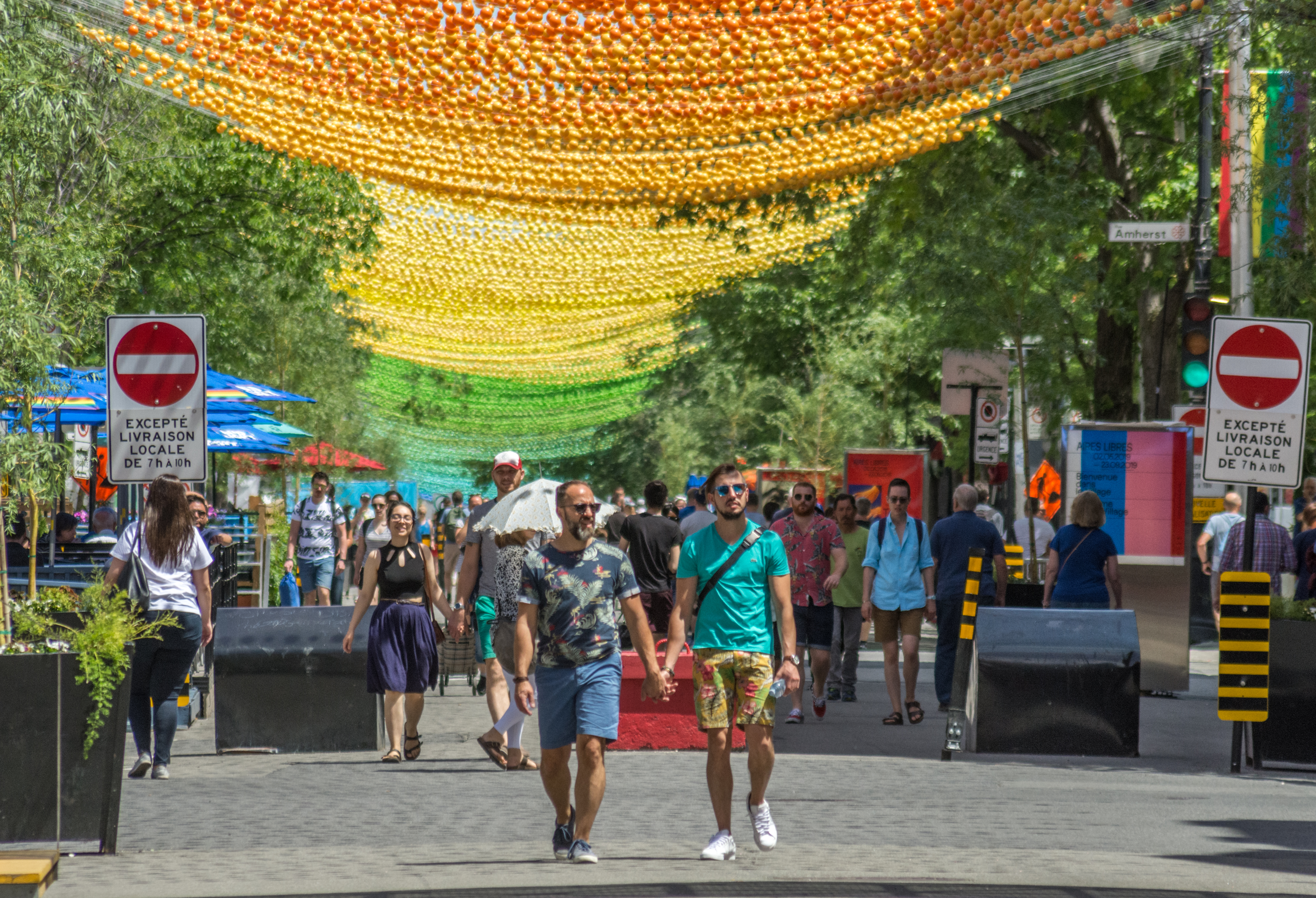
Rua Saint Catherine, um refúgio para a comunidade LGBT em Montreal

As complicações nos processos de reunião familiar em Quebec afetam desproporcionalmente casais LGBTQ+, expondo-os a maiores riscos. Estudos e relatórios têm destacado casos específicos que ilustram as barreiras adicionais e a discriminação que esses casais enfrentam, sublinhando a urgente necessidade de adaptar os procedimentos de reunião para garantir sua segurança e bem-estar. Alguns casais LGBTQ+, optam por manter um perfil baixo devido ao risco que seus parceiros estrangeiros enfrentam, que vivem em países com leis e atitudes hostis em relação a relacionamentos LGBTQ+. Este fenômeno foi destacado pela coordenadora da campanha Québec Réunifié, Marie-Gervaise Pilon, que aponta esses casais como "vítimas invisíveis" devido aos perigos que enfrentam. Um exemplo é Aly e Sandy (nomes fictícios), um casal casado formado por uma cidadã franco-quebequense e sua parceira russa. Eles se conheceram em 2019 e se casaram em 2021, decidindo se mudar para Quebec para continuar seus estudos. Ambos trabalham no setor de saúde e contribuíram para a sociedade quebequense, enfrentando um estresse significativo devido a atrasos no processamento de seu pedido de patrocínio, complicando sua capacidade de viajar e aumentando sua incerteza sobre o futuro.
Outro caso é o de Xavier (nome fictício), que está em um relacionamento com Frank (nome fictício), residente no Marrocos, onde atividades sexuais consensuais entre indivíduos do mesmo sexo são proibidas e criminalizadas. A separação prolongada e a ansiedade associada afetaram profundamente o bem-estar emocional de Xavier, levando-o a considerar a possibilidade de se mudar para outra província para acelerar o processo de reunião.
O advogado de imigração Maxime Lapointe entrou com uma ação judicial contra o governo de Quebec por atrasos excessivos no processamento dos pedidos de reunião familiar de casais LGBTQ+, argumentando que o Acordo Canadá-Quebec sobre Imigração não permite que Quebec imponha uma cota nesta categoria, que está sob jurisdição federal, e criticando o governo por brincar com a vida das pessoas. Além disso, a experiência de Jean-Sébastien Gervais e seu marido Paolo, que vive nas Filipinas, é relatada. Apesar das barreiras legais e desafios logísticos, o casal se casou em Costa Rica e agora aguarda o processamento de sua aplicação de resid
ência permanente, enquanto Gervais trabalha remotamente para estar com seu cônjuge.

### Segurança comprometida para candidatos em zonas de conflito

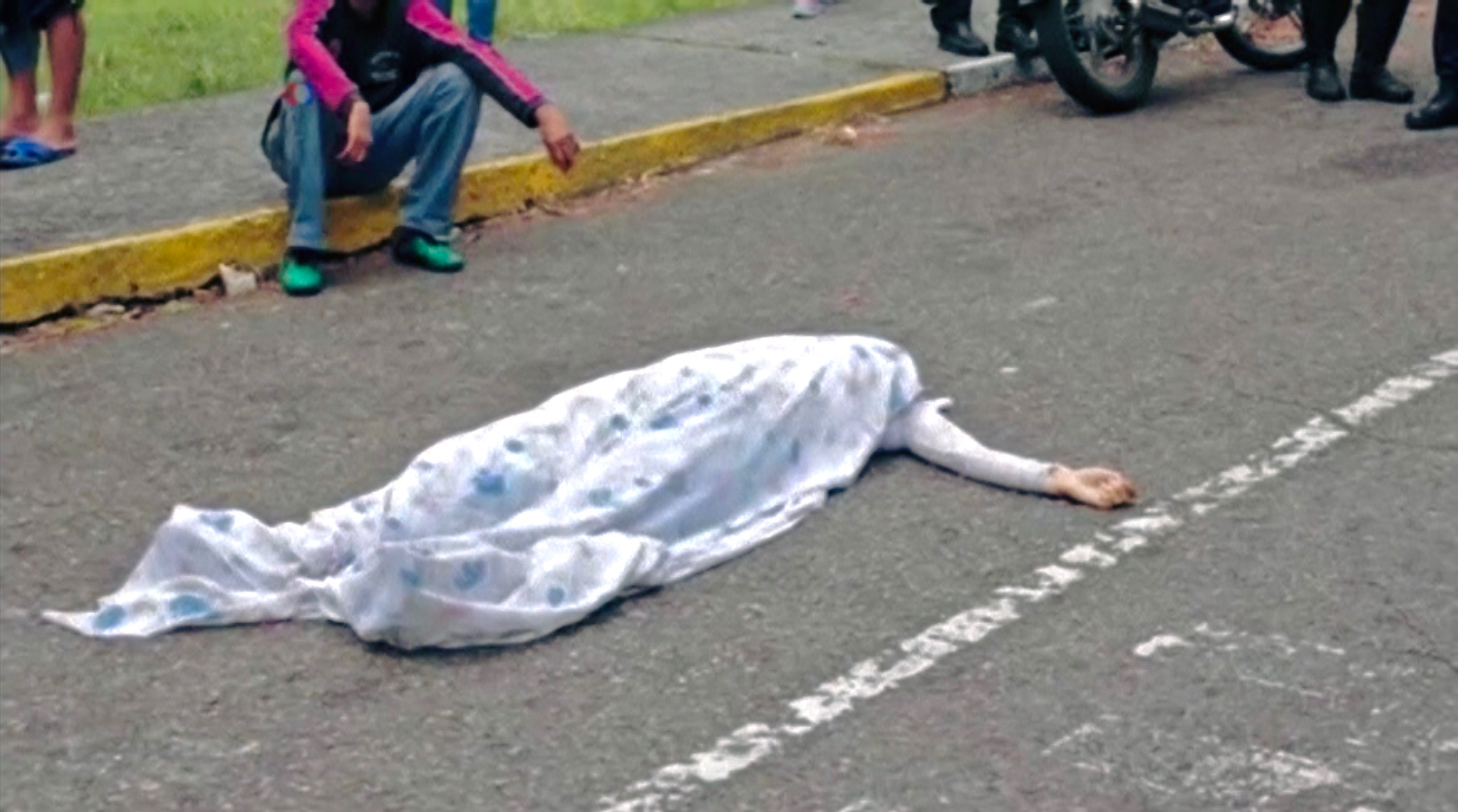
O corpo de Paola Ramírez após ser morta durante os protestos de 2017 na Venezuela.

Candidatos de países em conflito ou situações perigosas enfrentam desafios significativos no processo de reunião familiar em Quebec. A história de indivíduos como Joanne Alexandre no Haiti destaca a interseção crítica entre migração forçada e políticas de reunião, evidenciando um risco claro à segurança e à vida dos candidatos sob essas condições extremas. Candidatos, tanto aqueles no Canadá quanto seus familiares no exterior, devem realizar exames médicos cujos resultados são válidos por um ano. Se houver atrasos adicionais no processamento, esses exames podem expirar e precisarão ser refeitos, adicionando mais atrasos ao processo. Esta situação é evidenciada no caso de Subha, que teve que esperar mais de cinco anos para se reunir com seu marido, durante o qual ele teve que fazer o exame médico em três ocasiões. Outro aspecto crítico no processamento da residência permanente é a necessidade de estabelecer o relacionamento familiar entre o membro da família no Canadá e seus parentes no exterior. Às vezes, os familiares não conseguem fornecer as certidões de nascimento e casamento que o CIC deseja ver devido à destruição de documentos durante conflitos armados ou à recusa das autoridades perseguidoras em emitir tais documentos. Embora o CIC precise verificar o relacionamento familiar, existem outros tipos de evidências que podem ser usadas quando os documentos estão faltando ou são considerados insatisfatórios.
Em alguns casos, a Cidadania e Imigração Canadá (CIC) solicita testes de DNA para estabelecer o relacionamento familiar, embora sua política oficial seja recorrer a esses testes apenas como último recurso. O teste de DNA representa um processo dispendioso, demorado e intrusivo, cujo custo deve ser suportado pela família, representando um obstáculo significativo para aqueles que chegaram recentemente ao Canadá e possivelmente estão enviando dinheiro para seus familiares no exterior para ajudá-los a sobreviver.

### Migração interna devido a frustrações no processo
A insatisfação com o processo de reunião familiar levou a um número crescente de residentes em Quebec a considerar a possibilidade de se mudar para outras províncias ou territórios no Canadá. Testemunhos como o de Amandine, publicados em meios de comunicação como Le Devoir, e relatórios documentando casos de servidores públicos nesta situação, demonstram as consequências socioeconômicas e pessoais das deficiências no processo de reunião. Este problema é agravado pela declaração de Lachapelle, que sugere que a verdadeira ameaça à língua francesa em Quebec não é a imigração em si, mas a potencial emigração de quebequenses devido à rigidez das políticas de imigração.
O testemunho de Amandine, uma francesa cujo sobrenome é mantido anônimo por medo de comprometer seu processo de imigração, passa por uma situação semelhante. Apesar de ter contribuído ativamente para a sociedade quebequense, Amandine e seu parceiro canadense enfrentam longas esperas e a incerteza de não poderem viajar livremente, o que os levou a considerar a possibilidade de se mudar para outra província canadense para escapar dessas restrições. A política de Quebec, que impõe um processo de admissão mais lento em comparação com outras regiões do Canadá, fez com que muitos, como Amandine, contemplassem deixar a província em busca de uma solução mais favorável para suas circunstâncias.

### Separação familiar prolongada

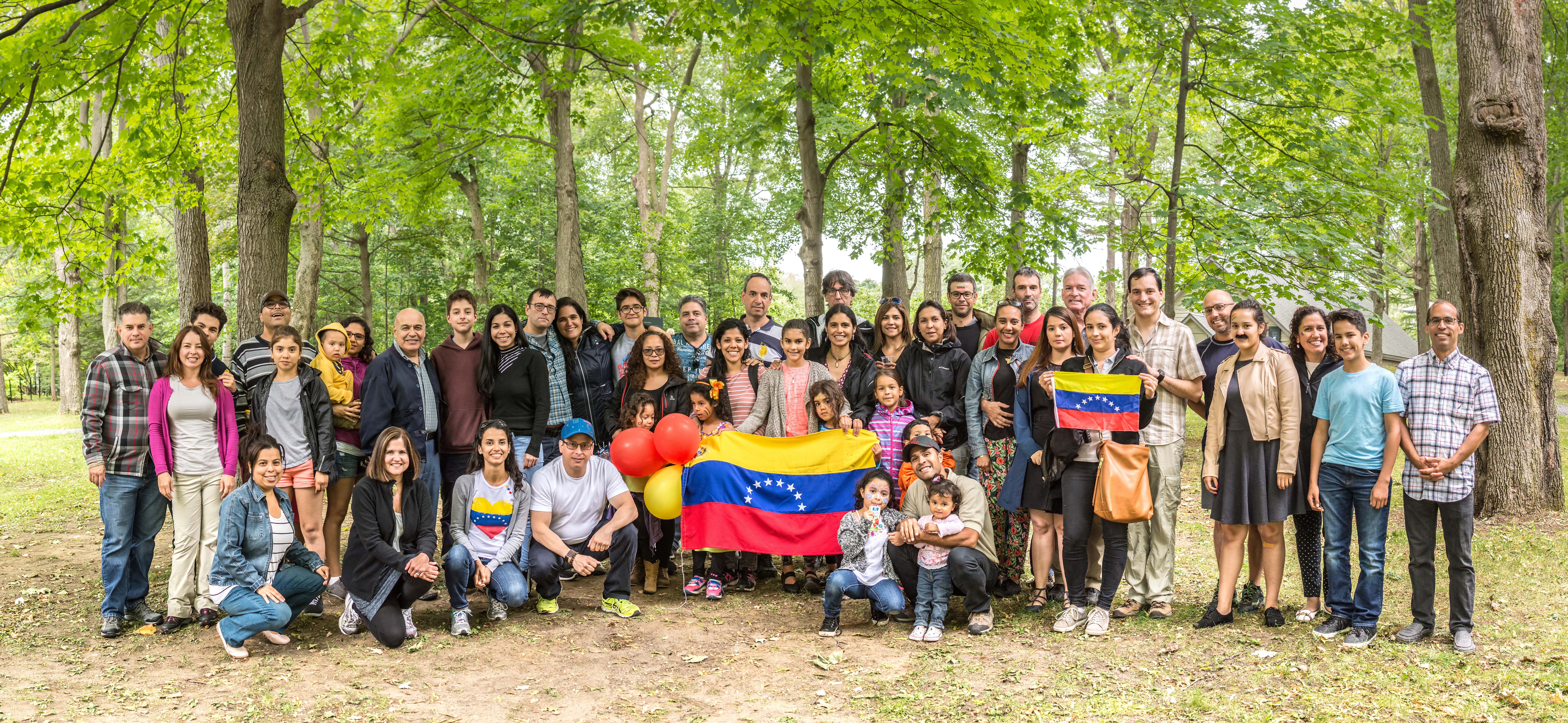
Famílias de imigrantes venezuelanos em Quebec City, algumas aguardando pela reunião

Atrasos e obstáculos no processo de reunião familiar em Quebec resultam em períodos prolongados de separação entre crianças e seus pais. Esta situação, destacada em testemunhos para meios de comunicação como La Presse, sublinha as repercussões emocionais e de desenvolvimento para as crianças afetadas, ressaltando a importância de agilizar os processos de reunião para mitigar esses impactos negativos.
Shirin, uma imigrante do Afeganistão em abril de 1998, solicitou residência permanente para si mesma, seu marido e seus cinco filhos, vivenciando uma longa espera de mais de seis anos pela reunião familiar devido à inadmissibilidade de seu marido e ao subsequente pedido de testes de DNA pela CIC, que questionou sua maternidade. Apesar de cumprir com essa solicitação dispendiosa e emocionalmente onerosa, Shirin continuou enfrentando obstáculos na reunião com seus filhos. Esta situação demonstra os problemas financeiros adicionais e o estresse emocional enfrentados por refugiados em processos similares, como Mana, que fugiu de seu país natal na África Central e teve que superar barreiras financeiras e burocráticas significativas para se reunir com seus filhos após mais de quatro anos de separação. Os atrasos e pedidos confusos ou desnecessários pela CIC, juntamente com longos tempos de espera para verificações de segurança e a dificuldade em obter informações claras sobre o status das aplicações, complicam ainda mais esses processos, exacerbando o sofrimento emocional e psicológico dos membros da família.
Estas separações prolongadas não são apenas um problema burocrático, mas também têm implicações emocionais e de segurança profundas para os membros da família deixados para trás, muitas vezes em situações de risco. A história de Mindondo e a trágica perda de seu filho na República Democrática do Congo mostram as consequências potencialmente fatais dos atrasos na reunião familiar. De maneira similar, a experiência de Shambuyi, cujo filho morreu enquanto esperava pela reunião familiar, destaca a necessidade crítica de processar essas aplicações de forma mais eficiente e com maior sensibilidade em relação às circunstâncias individuais. A situação de Joane Alexandre, presa em um longo processo de reunião familiar com seu marido Ralph Alcide e seu filho Marveen em Quebec, mostra a realidade de milhares de famílias afetadas por extensos atrasos nos procedimentos de imigração no Canadá. Com mais de 18 meses imersa neste processo, Alexandre não vê seu filho de 6 anos há dois anos, sublinhando as profundas consequências emocionais e psicológicas de tais atrasos, que foram exacerbados até 42 meses de espera. Este cenário é agravado pelo estabelecimento de um limite quantitativo para a reunião familiar em Quebec em 2023, aproximadamente 10.600 pessoas, criando o que foi descrito como um "estoque artificial". Ao contrário de Quebec, o restante do Canadá experimenta tempos de espera significativamente mais curtos, em torno de 12 meses.

### O caso de Alexandre e Alcide
O caso de Alexandre e Alcide é apenas um exemplo entre muitos, mostrando o desespero e a incerteza que as famílias enfrentam em meio a questões de segurança cada vez mais tensas no Haiti. A situação de insegurança chegou a tal ponto que o risco de sequestro impediu seu filho de visitar a mãe. Além disso, o processo de reunião familiar é complicado pelos critérios para emissão de vistos de visitante, que resultaram em rejeições repetidas para Alexandre devido aos seus fortes laços com o Canadá. Este quadro regulatório e atrasos significativos geraram críticas às políticas governamentais do Quebec e do governo federal canadense. Especialistas, como o advogado de imigração Maxime Lapointe, apontaram a necessidade de maior transparência e eficiência no tratamento desses casos. Apesar das promessas de facilitar as solicitações de vistos para reunião familiar, muitas famílias continuam enfrentando negações, contribuindo para uma situação já angustiante.

### Não conformidade com obrigações internacionais
Internacionalmente, o conceito de proteger a unidade familiar é inferido de instrumentos internacionais de direitos humanos, como a Declaração Universal dos Direitos Humanos de 1948, que afirma que a família é a unidade natural e fundamental da sociedade e tem direito à proteção da sociedade e do Estado. Além disso, o Pacto Internacional sobre Direitos Econômicos, Sociais e Culturais de 1966 sublinha que a família deve receber a mais ampla proteção e assistência possível. A legislação canadense introduziu o termo "reunião familiar" em 1976, e embora o conceito de reunião familiar como um método de imigração exista desde 1908, a Lei de Imigração de 1976 articulou esse conceito como uma medida para facilitar a reunião no Canadá de cidadãos canadenses e residentes permanentes com parentes próximos do exterior. A Lei de Proteção ao Imigrante e ao Refugiado de 2002 tem um objetivo similar em seu texto: "garantir que as famílias sejam reunidas no Canadá."
A ideia de que a imigração por motivos familiares se baseia em considerações humanitárias é desmistificada, esclarecendo que, na verdade, se apoia na importância da reunião familiar baseada em relações familiares. Na política de reunião familiar do Canadá, emergem dois temas principais: a tensão entre a imigração puramente baseada na relação familiar e a imigração por outros motivos, e o debate sobre como definir "família".
As questões que cercam os processos de reunião familiar em Quebec têm implicações não apenas em nível nacional, mas também levantam preocupações quanto à conformidade do Canadá com convenções internacionais, particularmente a Convenção sobre os Direitos da Criança. Essa não conformidade destaca deficiências nas políticas de migração de Quebec e a necessidade de reformas que alinhem essas práticas com os padrões internacionais de direitos humanos e proteção infantil.
A questão da separação familiar forçada em Quebec, particularmente no contexto de processos prolongados de reunião familiar, toca em aspectos fundamentais do direito internacional, especialmente aqueles concernentes a tratados internacionais sobre direitos humanos. A Convenção sobre os Direitos da Criança (CRC), adotada pela Assembleia Geral das Nações Unidas em 1989 e ratificada pelo Canadá em 1991, estabelece em seu Artigo 9 que os Estados Partes devem garantir que uma criança não seja separada de seus pais contra a vontade deles, exceto quando autoridades competentes, sujeitas a procedimento legal e padrões internacionais, determinarem que tal separação é necessária para o melhor interesse da criança. Além disso, o Artigo 10 enfatiza os direitos das crianças e de seus pais de deixar qualquer país, incluindo o próprio, e de entrar em seu próprio país com o propósito de reunião familiar.
Neste contexto, a prolongação dos processos de reunião familiar em Quebec e as políticas de migração da província devem ser analisadas à luz desses compromissos internacionais. A separação familiar involuntária e prolongada contraria os princípios fundamentais da CRC, especialmente no que diz respeito à proteção contra a separação dos pais sem o devido processo legal e o direito à reunião familiar. Este aspecto é crucial, pois a separação familiar não apenas interrompe o relacionamento entre pais e filhos, mas também expõe os afetados a maiores riscos de exploração, abuso e negligência, levando a consequências psicossociais adversas tanto a curto quanto a longo prazo. Outro tratado relevante é a Convenção sobre a Proteção dos Direitos de Todos os Trabalhadores Migrantes e de Seus Familiares (1990), que, embora não ratificado pelo Canadá, estabelece padrões internacionais sobre a proteção dos direitos dos trabalhadores migrantes e a importância da reunião familiar. Esse instrumento sublinha a necessidade de tomar medidas apropriadas para assegurar a proteção do direito dos trabalhadores migrantes e seus familiares de viverem juntos.
Outras potenciais violações das obrigações internacionais pelo Canadá, particularmente em relação aos processos de reunião familiar em Quebec, podem incluir:
- Convenção das Nações Unidas Contra a Tortura e Outros Tratos ou Penas Cruéis, Desumanos ou Degradantes (1984): A separação familiar prolongada e as condições sob as quais ocorre poderiam ser consideradas tratamento desumano, especialmente quando resultam em sofrimento mental significativo para crianças e seus pais.
- Pacto Internacional sobre Direitos Civis e Políticos (PIDCP, 1966): O Artigo 17 protege contra interferências arbitrárias ou ilegais na família, enquanto o Artigo 23 reconhece que a família é a unidade grupal natural e fundamental da sociedade e tem direito à proteção da sociedade e do Estado. A separação familiar forçada poderia ser interpretada como uma violação desses artigos.
- Pacto Internacional sobre Direitos Econômicos, Sociais e Culturais (PIDESC, 1966): O Artigo 10 reconhece a proteção da família e, particularmente, das crianças, sem discriminação. A incapacidade de garantir a reunião familiar poderia ser considerada uma falha em proteger os direitos econômicos, sociais e culturais dos membros da família.
- Declaração Universal dos Direitos Humanos (DUDH, 1948): Embora não seja um tratado vinculativo, a DUDH afirma no Artigo 16 que a família é a unidade grupal natural e fundamental da sociedade e tem direito à proteção da sociedade e do Estado. Além disso, o Artigo 25(2) destaca que a maternidade e a infância têm direito a cuidados e assistência especiais.
- Convenções da Organização Internacional do Trabalho (OIT) relacionadas aos direitos dos trabalhadores migrantes e suas famílias: Embora o Canadá não tenha ratificado todas as convenções da OIT, os princípios subjacentes refletem padrões internacionais que promovem a proteção e reunião das famílias de trabalhadores migrantes.

### Perda de força de trabalho
Um relatório preparado por Nathalie Coursin para Québec Réunifié revela o desejo dos indivíduos patrocinados de se integrarem plenamente à sociedade quebequense, demonstrado pela vontade de aprender francês e pela diversidade de seus perfis profissionais. Essas características não apenas defendem sua capacidade de adaptação e integração, mas também sugerem um potencial não explorado que poderia beneficiar a economia e o tecido social do Québec. Além disso, observa-se que a maioria dos patrocinadores possui moradia adequada para seus familiares, sublinhando a existência de uma infraestrutura de apoio para facilitar essa transição. Contudo, o número considerável de candidatos contemplando a mudança para outras províncias canadenses, onde os processos são mais ágeis, reflete uma oportunidade de crescimento e enriquecimento que o Québec poderia estar perdendo.
El estúdio no solo aborda los problemas operativos y burocráticos de la reunificación familiar, sino que también ofrece una ventana a la diversidad y riqueza que los solicitantes están listos para aportar a Québec. Así, sugiere una reflexión sobre la necesidad de agilizar y optimizar los processos de inmigración para no solo evitar la pérdida de indivíduos y famílias valiosas, sino también para potenciar el desarrollo socioeconómico de la província. Este enfoque propone una perspectiva de futuro, considerando cómo Québec puede aprovechar completamente el potencial de aquellos que buscan hacer de esta província su hogar, fortaleciendo así su dinamismo y diversidad cultural.

## Respuesta del Gobierno

### Soluciones Propuestas
Me Lapointe ha solicitado a Ottawa finalizar todos los casos de reunificación familiar destinados a Quebec que excedan el período de 12 meses actualmente en vigor en el resto del país, dentro de los próximos 60 días. Además, insta al gobierno de Quebec a despejar completamente los retrasos en la reunificación familiar y a abolir su objetivo de 10,400 admisiones por año en esta categoría. En caso de que la Ministra Christine Fréchette no cumpla, Me Lapointe sugiere otra solución: crear un objetivo de admisión dinámico que se ajuste según la oferta y la demanda, para siempre respetar el tiempo promedio de procesamiento de 12 meses. Me Lapointe ordena a ambos niveles de gobierno reabrir el Acuerdo Canadá-Québec para renegociar las funciones y responsabilidades de cada parte. Si los dos gobiernos no actúan dentro de los 60 días asignados, Me Lapointe tiene la intención de presentar una solicitud de sentencia declarativa ante el Tribunal Superior.

### Acciones y Reacciones del Gobierno
Christine Fréchette, Ministra de Inmigración, Francización e Integración, respondió a las preocupaciones sobre los retrasos en la inmigración destacando que una comisión parlamentaria sobre el tema estaba en curso. Sin embargo, evitó referirse a casos individuales y enfatizó la importância de los datos generales. La respuesta del gobierno fue percibida por Lachapelle como carente de humanidad, sugiriendo un posible desapego del gobierno de los problemas reales enfrentados por las personas. Antes de una reunión del gabinete, la Ministra Fréchette optó por no comentar sobre esta situación a los reporteros. Monsef Derraji, portavoz del Partido Liberal de Quebec en inmigración, y Guillaume Cliche-Rivard, portavoz de Québec solidaire sobre el mismo tema, también han expresado su preocupación por la situación actual y la necesidad de una solución.

### Ação Legal Contra o Governo de Quebec por Discriminação em Imigração
Em março de 2024, uma ação judicial foi movida contra o governo de Quebec, liderado pelo Premier François Legault, sobre a gestão das aplicações de imigração no âmbito da reunificação familiar. A ação legal, liderada pelo advogado de imigração Maxime Lapointe, focou em Christine Fréchette, a Ministra da Imigração de Quebec, que foi formalmente notificada em dezembro de 2023 para resolver os atrasos prolongados no processamento de tais aplicações. A ação judicial argumenta que a província de Quebec criou intencionalmente obstáculos e desacreditou o programa de reunificação familiar, resultando em um atraso médio de 34 meses para essas aplicações, comparado a 12 meses no restante do Canadá. A litigação busca fazer com que o Tribunal Superior declare inaplicável, inválido ou inoperante o plano de imigração de Legault e obrigue a Ministra Fréchette a ajustar os limiares de admissão para acelerar os procedimentos de reunificação familiar em Quebec. Alega-se discriminação com base na origem nacional, prejudicando os Quebecois em comparação com famílias destinadas a outras províncias canadenses. Este caso é exemplificado pela situação de Kaba Keita, um guineense ameaçado de deportação, cujo processo de reunificação familiar teria concluído em outra província. Apesar da pressão, o governo federal, representado pelo Ministro da Imigração Marc Miller, não foi processado, dada sua aparente disposição em resolver a questão, ao contrário do governo provincial que insiste em manter um limite nas admissões.
A Ministra Fréchette defendeu a postura de Quebec, reivindicando uma abordagem equilibrada para a imigração, tentando reconciliar compromissos humanitários, reunificação familiar e imigração econômica, apesar das críticas e atrasos significativos no processamento de aplicações. A situação sublinha as tensões entre os níveis de governo no Canadá em relação à política de imigração e ao tratamento de famílias que buscam se reunir em Quebec.

## Críticas
"Em média, a Austrália consegue processar suas aplicações, incluindo todas as categorias de imigração, dentro de 3 a 6 meses. Nós fazemos isso em 3 a 6 anos. Encontre o erro!".

Jason Kenney

### Vozes da Oposição
Monsef Derraji, porta-voz do Partido Liberal de Quebec em assuntos de imigração, descreve a situação como desumana, destacando a dificuldade emocional das famílias separadas e questionando a insistência do governo provincial. Da mesma forma, membros de grupos como Québec réunifié enfatizam a importância de a população entender que a reunificação familiar poderia afetar qualquer um no futuro. Especialistas sugerem que o governo de Quebec poderia modificar as porcentagens de seus limiares de imigração, diminuindo a proporção de imigrantes econômicos e aumentando a de reunificação familiar, uma categoria considerada negligenciada no plano de imigração mas essencial para a sociedade. André A. Morin, um crítico liberal bem-conhecido em questões de imigração, instou por uma comunicação aumentada entre os dois níveis de governo. Ele destacou a necessidade urgente do governo da Coalizão Avenir Québec (CAQ) adotar uma abordagem voltada para soluções e engajar-se em um diálogo eficaz com o governo federal em Ottawa, destacando a impossibilidade deste último atuar sozinho em assuntos de imigração. Morin expressou essas visões por meio de uma declaração escrita, enfatizando a importância da colaboração intergovernamental para abordar efetivamente as questões de imigração.

### Apoio e Solicitações de Organizações
O grupo Québec Réunifié insta o governo a reconsiderar os limites de admissão atuais em reunificação familiar, argumentando que estes não devem prevalecer, assim como em outras províncias canadenses, e sublinha a importância de alinhar os tempos de espera com o padrão canadense de 12 meses para facilitar a integração dos membros da família na sociedade de Québec. Além disso, a carta destaca o papel fundamental da família na sociedade e na economia, argumentando que investir no bem-estar familiar é investir na vitalidade e resiliência da sociedade. A carta é apoiada por uma ampla gama de organizações e personalidades, incluindo apoio parlamentar de André Albert Morin Ad. E e Guillaume Cliche-Rivard, apoio municipal como o da Ville de Prévost, apoio sindical da CSN, FTQ e FIQ, bem como várias organizações, câmaras de comércio, escritórios de advocacia, consultores de imigração, empresas privadas, grupos de cidadãos e membros do Barreau du Québec. Esse coletivo expressa a voz de milhares de pessoas afetadas pelas políticas de imigração atuais e clama por uma revisão urgente para aliviar o sofrimento das famílias separadas.
Organizações e grupos como Québec Réunifié elevaram suas vozes, enviando cartas abertas às autoridades governamentais, implorando ações para mitigar esses atrasos inaceitáveis. Apesar dos apelos por ação, houve poucas evidências de uma resposta governamental eficaz para abordar essa crise. Adicionalmente, é imposta responsabilidade financeira aos patrocinadores, que devem arcar com os custos de vida dos patrocinados por períodos de até 10 anos.